# Aegerten
Aegerten (in einheimischer Mundart: [ˈæg̊əɾtə/ˈæg̊əɾd̥ə]) ist eine Einwohnergemeinde im Verwaltungskreis Biel/Bienne des Kantons Bern in der Schweiz. Neben der Einwohnergemeinde besteht auch eine Burgergemeinde unter diesem Namen.

## Geographie

Historisches Luftbild von Brügg (im Vordergrund) und Aegerten (rechts der Aare) aus dem Jahr 1949

Aegerten befindet sich im Berner Seeland bzw. im Drei-Seen-Land. Die Gemeinde ist Teil der Agglomeration Biel und liegt eingebettet zwischen der Aare (Nidau-Büren-Kanal) und dem Jensberg (im lokalen Dialekt Jäissbärg).
Die Nachbargemeinden von Norden beginnend im Uhrzeigersinn sind Brügg (jenseits der Aare), Schwadernau, Studen, Jens und Port. Mit Studen und Schwadernau ist Aegerten mittlerweile zusammengewachsen.

## Name
Der Ortsname erscheint erstmals 1214 als Herkunftsbezeichnung eines Rodulfus de Egedun und ist später mehrfach in der Form Egerdon belegt. Es handelt sich dabei um den lokativisch verwendeten Dativ der Einzahl von mhd. egerde/egerte ‹Brachland, zum Ackerbaue ungeeigneter Grund›. In der Zeit der sogenannten Aegertenwirtschaft, als Vorläufer der Dreifelderwirtschaft, bezeichnete Ägerte(n) ein Landstück das, anschliessend an eine zweijährige Nutzung als Ackerflur, ebenso lang wieder brachlag.

## Geschichte
In spätrömischer Zeit lag Aegerten an der wichtigen Route von Aventicum (heute Avenches) über Petinesca (heute Studen) und den Pierre-Pertuis-Pass nach Basel bzw. Augusta Raurica (heute Kaiseraugst). Gegenüber von Brügg war es Brückenkopf am Übergang über die Zihl (Fundamentreste von 368 unterhalb der Kirche Bürglen bzw. von 369 am damals gegenüberliegenden Ufer in der Flur Isel).
1388 kam Aegerten an Bern, das es 1393 der neuen Landvogtei Nidau unterstellte. Innerhalb der Landvogtei gehörte Aegerten zum sogenannten Brüggviertel.
Kirchlich gehört Aegerten zur alten Grosspfarrei Bürglen. Die in Aegerten gelegene evangelisch-reformierte Kirche Bürglen (ursprünglich Marienkirche) entstand über spätantiken Bodenresten. 1216 ist ein Kaplan erwähnt. Die Grafen von Neuenburg-Nidau hatten den Kirchensatz (Patronatsrecht) vom Bischof von Lausanne zu Lehen. 1255 schenkte Graf Rudolf I. von Neuenburg-Nidau den Kirchensatz dem von ihm gegründeten Kloster Gottstatt. Das Kloster war im Spätmittelalter der grösste Grundbesitzer in Aegerten. Die Grosspfarrei Bürglen umfasste (und umfasst bis heute) ein weites Gebiet um den Jensberg und an der Zihl mit den Dörfern Aegerten, Brügg, Jens, Merzligen, Schwadernau, Studen und Worben. Im 16. Jahrhundert gehörte auch Port zur Pfarrei. Die Marienkirche Bürglen war auch die Mutterkirche der Stadtkirche St. Erhard in Nidau.
Im Zuge der rasanten Entwicklung der Stadt Biel setzte auch in Aegerten ab Mitte des 20. Jahrhunderts ein starkes Bevölkerungswachstum ein.

## Bevölkerung
Aegerten ist zu 90,92 % eine deutschsprachige Gemeinde. 4,21 % der Bevölkerung sind französischsprachig.

## Politik
Die Legislative der Gemeinde bildet die Gemeindeversammlung, also die Versammlung aller stimmberechtigten Einwohner. Die Gemeindeversammlung wird in der Regel einmal pro Jahr einberufen.
Der fünfköpfige Gemeinderat stellt die Exekutive der Gemeinde dar. Gemeindepräsidentin ist Christine Rawyler (seit 2021).
Seit ca. 2004 war Aegerten mit der Nachbargemeinde Brügg in Fusionsabklärungen. Im Jahr 2011 wurde jedoch entschieden, das Projekt nicht weiterzuverfolgen.
Folgende politische Parteien sind in der Dorfpolitik aktiv: Evangelische Volkspartei Aegerten-Brügg-Studen, Ortsvereinigung Aegerten (bürgerliche Partei), Schweizerische Volkspartei Aegerten-Brügg und Sozialdemokratische Partei Aegerten mit freien Wählern (Mitte/Links).
Die Stimmenanteile der Parteien anlässlich der Nationalratswahl 2023 betrugen: SVP 36,4 % (+3,9 %), SP 23,5 % (+2,7 %), Mitte 11,2 % (−1,7 %), FDP 7,6 % (−1,6 %), glp 7,3 % (+0,4 %), GPS 5,4 % (−3,3 %), EVP 3,0 % (−0,4 %), EDU 2,1 % (+1,4 %).

## Verkehr
Aegerten wird von zwei Buslinien der Verkehrsbetriebe Biel (VB) bzw. der Aare Seeland mobil AG (asm) bedient. Die Linien 74 (Biel Bahnhof–Lyss) und 75 (Biel Bahnhof–Orpund) verbinden Aegerten mit der Stadt Biel und weiteren Gemeinden im Seeland. Ein Nachtbus (Moonliner-Linie M10) auf der Linie Bern–Biel–Bern bedient Aegerten jeweils in den Wochenendnächten (Freitag und Samstag) sowie zu besonderen Gelegenheiten (Silvesternacht, Gründonnerstagnacht, Mittwochnacht vor Auffahrt).
Aegerten liegt an der Eisenbahnlinie Biel–Bern, verfügt aber nicht über einen eigenen Bahnhof. Die nächstgelegenen Bahnhöfe befinden sich in den beiden Nachbargemeinden Brügg und Studen. Eine Eisenbahnbrücke von 1928 führt die Bahn über den Nidau-Büren-Kanal Richtung Brügg. Es handelt sich um die erste Eisenfachwerkbrücke der SBB, welche aus Siliziumstahl gefertigt wurde. Die ursprünglich einspurige Brücke wurde 1966 auf zwei Spuren verdoppelt, indem auf der Westseite eine fast identische Brücke ergänzt wurde.

## Versorgung
Wasser
Aegerten ist eine Verbandsgemeinde der Seeländischen Wasserversorgung.

## Impressionen

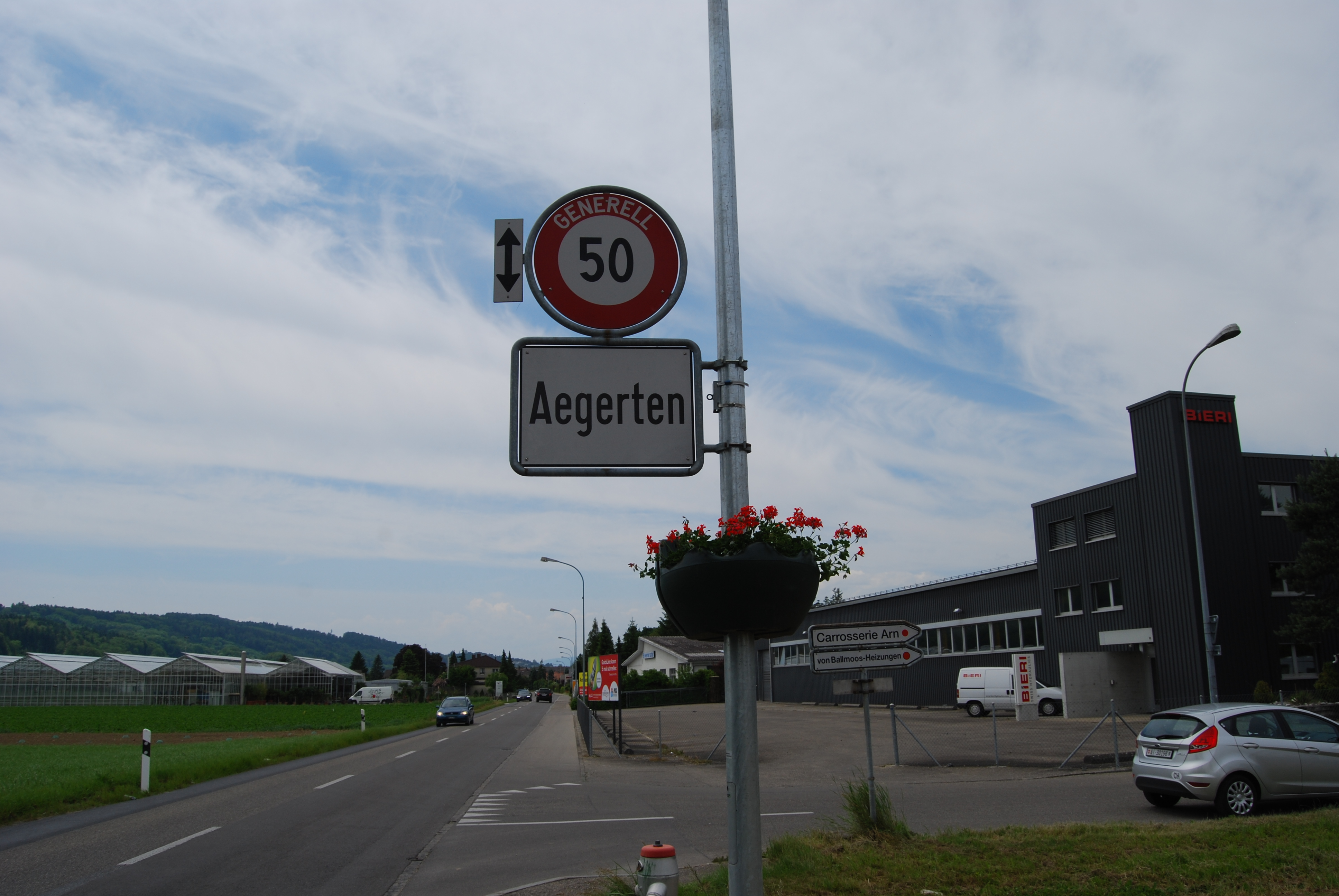
Ortseingang aus Richtung Schwadernau
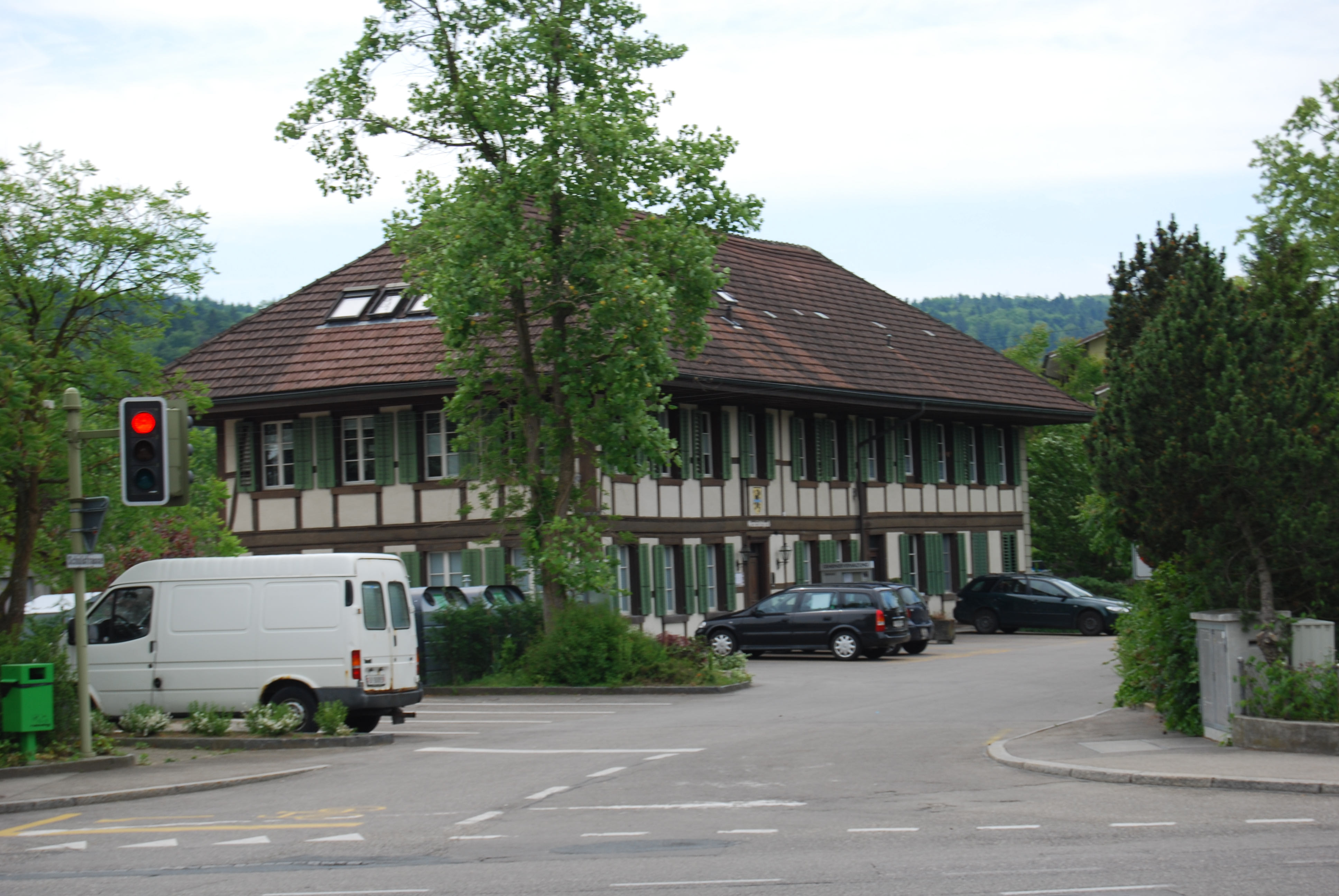
Fachwerkhaus (Gemeindehaus) im Ortszentrum
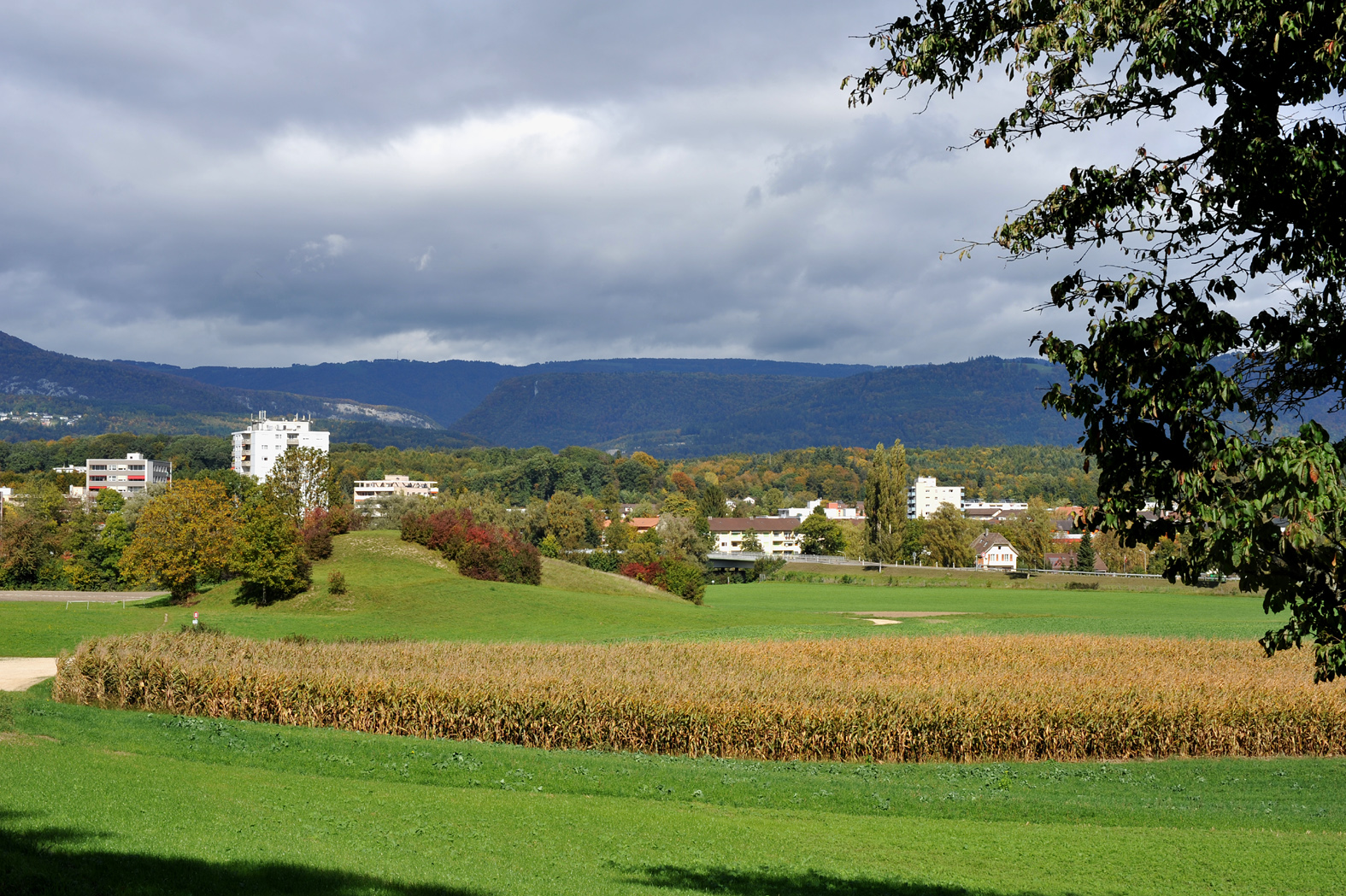
Goldhubel
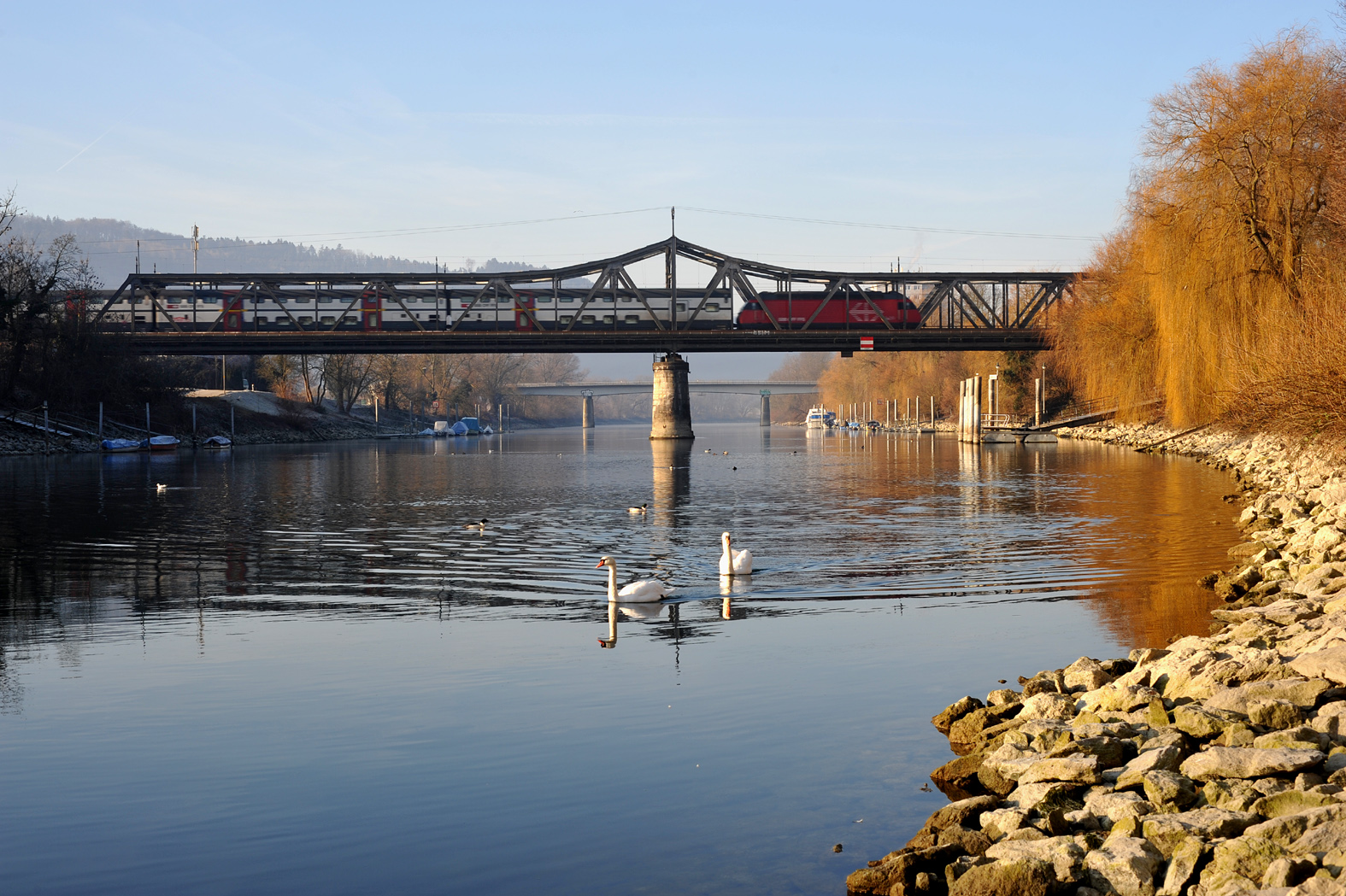
Eisenbahnbrücke Aegerten–Brügg
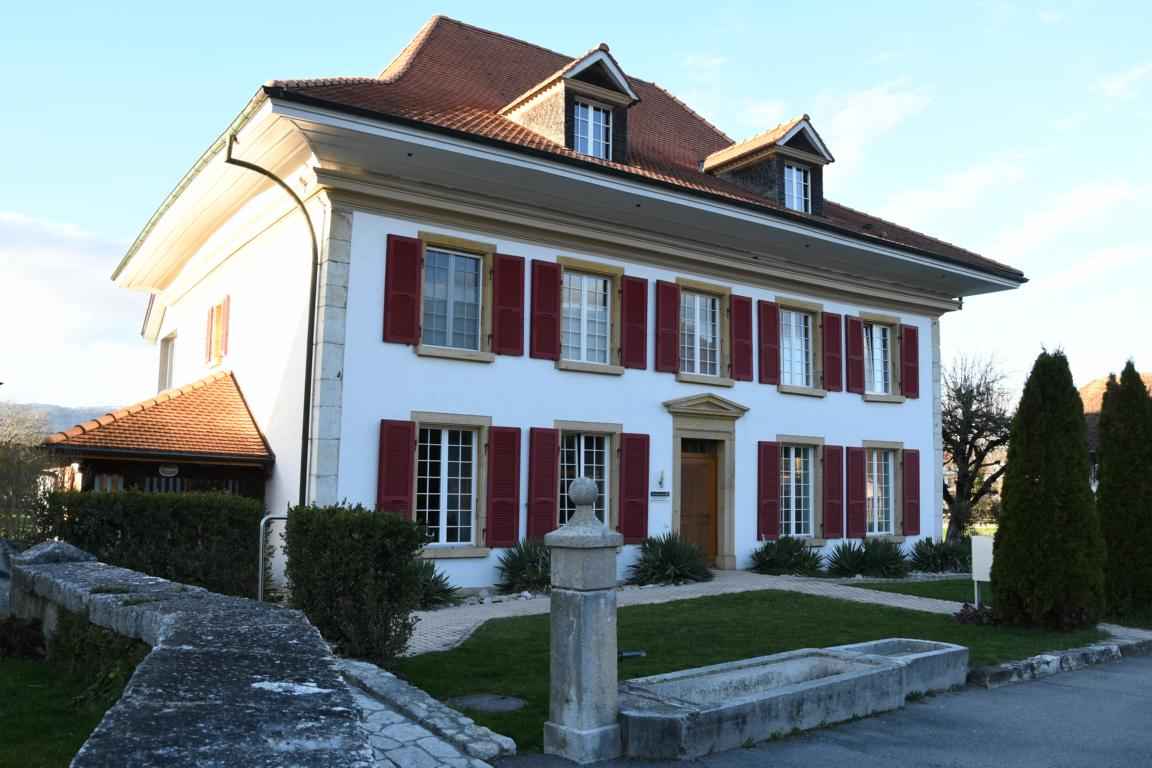
Pfarrhaus neben der Kirche

## Sport
In Aegerten sind mehrere Sportvereine beheimatet, unter anderem der Strassenhockeyverein SHC Aegerten-Biel wie auch der Fussballclub SC Aegerten-Brügg.

## Persönlichkeiten
- Walter Heuer (* 1908 in Aegerten; † 1977 in Küsnacht), Chefkorrektor der Neuen Zürcher Zeitung, Sprachpfleger und Autor